# Timfea

Tribus antigues de l'Epir

Timfea (en llatí: Tymphaea o Stymphaea, en grec antic Τυμφαία) era un districte a l'antiga Grècia situat a l'Epir, poblat pel poble epirota dels timfeis.
El nom li venia de Timfe (Τυμφή), una branca de les muntanyes de Pindos al nord-est de l'Epir, una muntanya que es trobava al límits entre aquesta regió i Tessàlia. Estrabó diu que el riu Aractos augmentava de nivell amb els rierols que baixaven de la muntanya Timfe, i que Egínion era una ciutat dels timfeis, i per tot això la regió es pot identificar amb la comarca de la moderna vila de Métsovo.
Esteve de Bizanci parla de Timfea, segurament la ciutat que altres anomenen Trampia (Τραμπύα), que era famosa per ser el lloc de naixement de Polispercó, un general macedoni que va matar Hèracles de Macedònia, l'únic fill d'Alexandre el Gran que quedava viu després de les guerres entre els diàdocs. S'ha pensat a partir d'alguns textos de Claudi Ptolemeu, que Timfea, nom que el geògraf escriu Timfalia o Stimfalia, podria ser Estimfalis.